# Lycodes uschakovi
Lycodes uschakovi és una espècie de peix de la família dels zoàrcids i de l'ordre dels perciformes.

## Hàbitat
És un peix marí, de clima temperat i demersal que viu entre 78-320 m de fondària.

## Distribució geogràfica
Es troba als mars del Japó i d'Okhotsk.

## Observacions
És inofensiu per als humans.